# Remchingen
Remchingen er en kommune i landkreis Enzkreis, i den tyske delstat Baden-Württemberg.
Remchingen har 12.000 indbyggere. Kommunen ligger ved floden Pfinz. Samfundet er omkring 15 kilometer fra byen Karlsruhe.

## Distrikter
Remchingen består af fire distrikter:
- Wilferdingen
- Nöttingen
- Singen
- Darmsbach

## Fotos
- togstation ("Wilferdingen-Singen/Remchingen")
- Remchingen-Wilferdingen
- Kulturhalle
- Det romerske museum i Remchingen
- Skinner og cykelsti

- Wikimedia Commons har flere filer relateret til Remchingen